# Rudolf Hieblinger

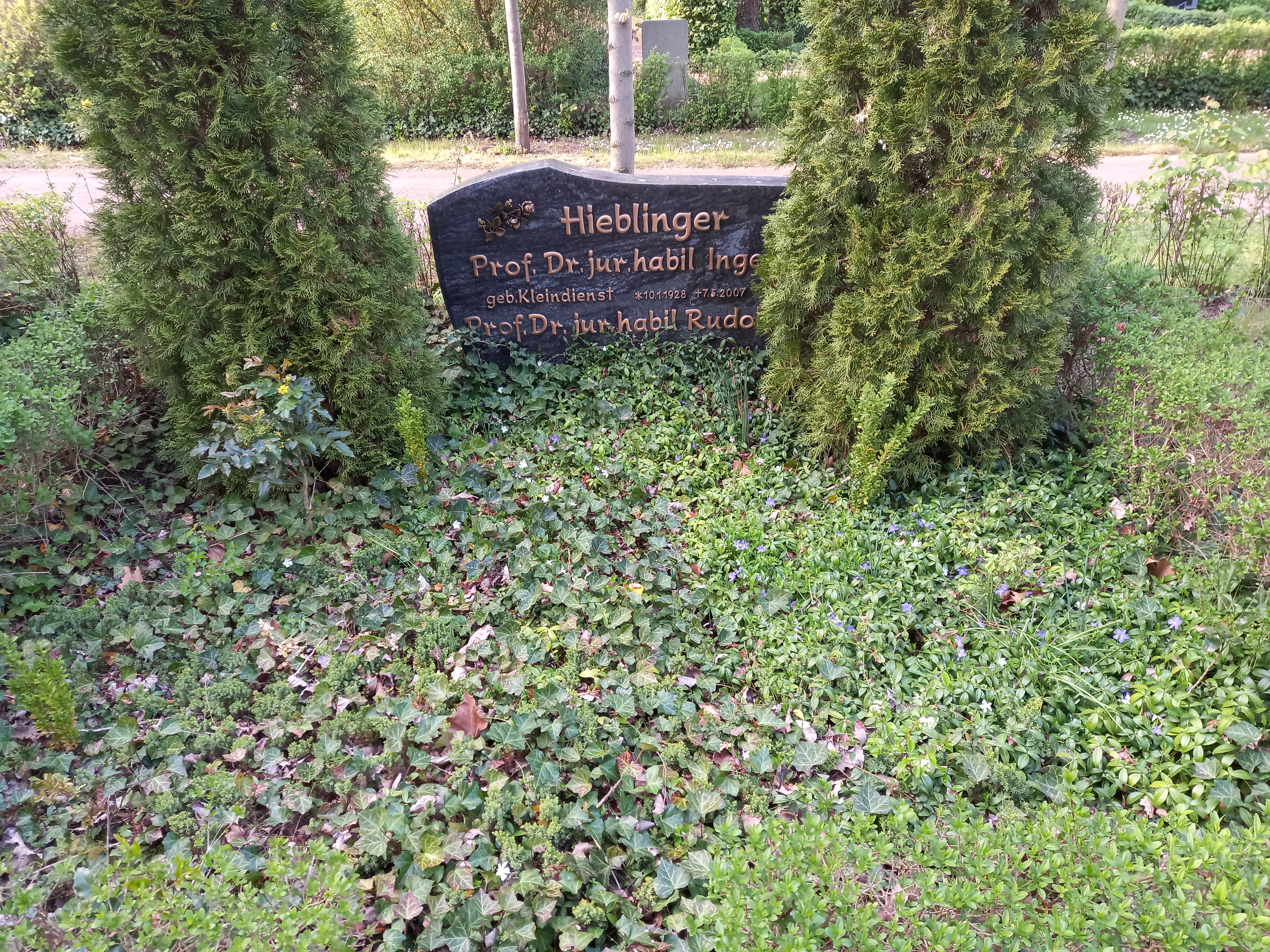
Das Grab von Rudolf Hieblinger und seiner Ehefrau Inge geborene Kleindienst auf dem Gertraudenfriedhof (Halle)

Rudolf Hieblinger (* 22. April 1924 in Zwickau; † 2009) war ein deutscher Jurist und Professor für Staatsrecht in der DDR.

## Berufsleben
Während seines Jura-Studiums in  Halle an der Saale hatte er zugleich als Hilfsassistent Seminare geleitet und die Funktion eines Parteisekretärs der SED an der Juristischen Fakultät ausgeübt. Nach dem Studium der Rechtswissenschaft an der Universität Halle erhielt Hieblinger ab 1. September 1954 eine planmäßige wissenschaftliche Aspirantur auf dem Gebiet Verwaltungsrecht und in der Folgezeit wurde er vom Assistenten zum Oberassistenten ernannt.
Am 19. April 1959 verteidigte er seine „Inaugural-Dissertation zur Erlangung eines Doktors der Rechtswissenschaft der Juristischen Fakultät der Martin-Luther-Universität Halle Wittenberg unter dem Dekanat: Prof. Dr. John Lekschas“ zum Thema Die Rechtsstellung der doppelt unterstellten Fachabteilung des Rates des Bezirkes. Die beiden Gutachter der Arbeit waren der Verwaltungsrechtler  Willi Büchner-Uhder von der Universität Halle und der Professor für Verwaltungsrecht an der Humboldt-Universität zu Berlin  Karl Steinhoff (SPD/SED). Unter den Studierenden der damaligen Juristischen Fakultät war seine zeitweilige Funktion als SED-Parteisekretär in den 1950er Jahren und seine frühere Mitgliedschaft in der SPD Mitte der 1940er Jahre als junger Genosse vor seinem SED-Eintritt
wohlwollend bekannt.
Im Jahre 1964 habilitierte sich Hieblinger zusammen mit dem Leipziger Rechtswissenschaftler Wolfgang Menzel (1926–2005) mit einer gemeinsamen Habilitationsschrift vom 10. Oktober desselben Jahres zum Thema Das sozialistische Grundrecht auf freie Meinungsäußerung  und seiner Verwirklichung in der Deutschen Demokratischen Republik.
Im Jahre 1965 erfolgte seine Ernennung zum Dozenten für Staatsrecht. und wurde 1969 Professor für Staatsrecht sozialistischer Staaten. Am 28. April 1966 hielt er das einleitende Referat auf  einer zweitägigen wissenschaftlichen Konferenz  der Institute für Staatsrecht an den Universitäten Halle und Leipzig zur Entwicklung der in der Verfassung der DDR von 1949 festgelegten Grundrechte. Er vertrat in seiner weiteren beruflichen Entwicklung das Staatsrecht der sozialistischen Staaten – bei Vervollkommnung seiner Kenntnisse in der russischen Sprache – zunächst als Universitäts-Dozent und ab 1969 als Professor, während sein Staatsrechts-Kollege Eberhard Poppe sich auf das Verfassungsrecht der DDR spezialisierte. Die Ehefrau Inge Hieblinger wurde „Dozentin für Staats- und Rechtstheorie“ an der Universität Halle.
Hieblinger arbeitete mit weiteren Staatsrechtlern, darunter  Eberhard Poppe und Willi Büchner-Uhder, an der Ausarbeitung der DDR-Verfassung von 1968 mit unter Leitung von Klaus Sorgenicht und Wolfgang Weichelt.  Nach einer turnusgemäßen Wahl löste Hieblinger  1969 den bisherigen Dekan Büchner-Uhder in seiner Leitungsfunktion der Juristischen Fakultät ab. In seiner Amtszeit als Dekan fiel die  Dritte Hochschulreform der DDR mit Strukturveränderungen. Hieblinger erhielt die neue Amtsbezeichnung „Sektionsdirektor“ und übte diese Funktion bis 1977 aus. Zuletzt bis zu seiner Emeritierung 1989 war Hieblinger Ordentlicher  Professor für Staatsrecht mit dem Schwerpunkt Leitung der Wirtschaft ausländischer und sozialistischer Staaten. In Kürschners Deutscher Gelehrten-Kalender wurde er nach der Wiedervereinigung als Hieblinger, Rudolf, Dr. em. UProf. aufgenommen.
Seine letzte Ruhestätte fand der emeritierte Rechtsprofessor – wie seine vor ihm verstorbene Ehefrau, Inge Hieblinger – auf dem Gertraudenfriedhof (Halle).

## Werke (Auswahl)
- zusammen mit Walter Schade: Zur Arbeitsweise des Ständigen Ausschusses der Volkskammer. In: Schriftenreihe Demokratischer Aufbau; H. 11 1956, S. 322–323.
- zusammen mit Willi Büchner-Uhder u. Eberhard Poppe: Neue Wege staatsrechtlicher Forschung, in: Staat und Recht 1967, S. 241 ff.
- zusammen mit Willi Büchner-Uhder u. Eberhard Poppe: Zur Stellung des sozialistischen Verwaltungsrechts im Rechtssystem der DDR. In : Staat und Recht 1973, S. 1346 ff.
- Das Staatsrechtslehrbuch der DDR – Grundlage für die staats- und rechtswissenschaftliche Aus- und Weiterbildung, in: Staat und Recht 1978, S. 228–233
- zusammen mit seiner Ehefrau, Inge Hieblinger: Die Stellung der Persönlichkeit in den Verfassungen der Länder der sozialistischen Gemeinschaft, in: Staat und Recht. 1980, S. 682–691
- Die internationalen Beziehungen neuen Typs zwischen den sozialistischen Staaten und ihre Auswirkungen auf die Grundrechte und Grundpflichten. In: Grundrechte des Bürgers in der sozialistischen Gesellschaft, Autorenkollektiv unter Leitung von Eberhard Poppe, Berlin 1980, S. 236 ff.; DNB 810105063

## Auszeichnungen
- Verdienstmedaille der DDR, 1976
- Forschungspreis der Universität Halle 1974; 1981